# Pawiak

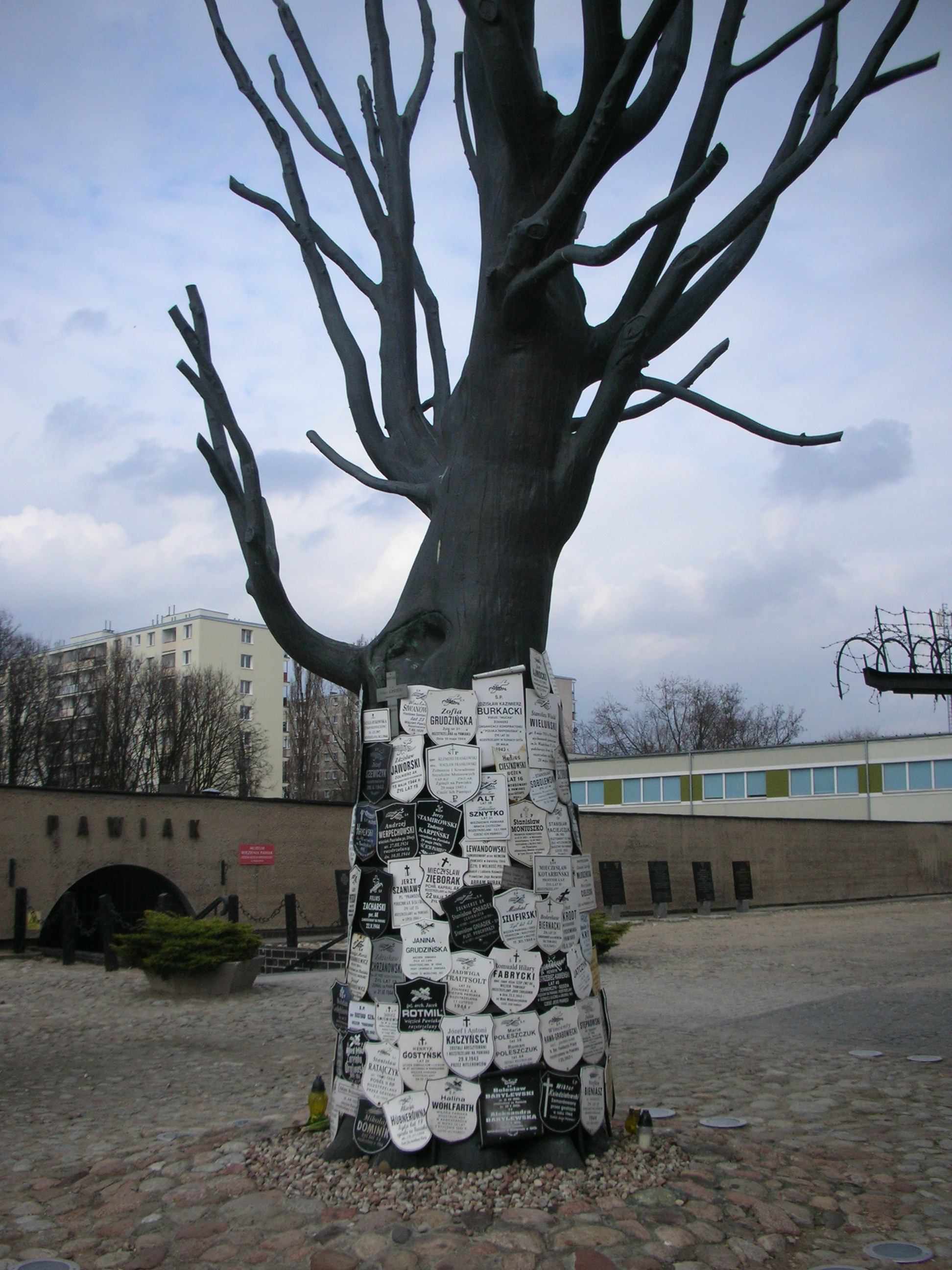
Arbre i plaques commemoratives pels presos morts a la presó Pawiak

La Presó de Pawiak, de Varsòvia, (Polònia), va ser construïda pels russos entre 1829 i 1835. L'edifici es va fer famós durant la Segona Guerra Mundial perquè es va utilitzar com a presó de jueus i polonesos. Actualment està en ruïnes i es fa servir com a museu. A la porta hi ha un arbre sec cobert de làpides com a record als presoners que hi van morir.
Pawiak va ser construïda per les autoritats russes del tsarisme entre 1829 i 1835. Durant la revolta de gener va ser utilitzat com un camp de transferència per a condemnats a la deportació a Sibèria. El seu nom, originalment informal, va ser derivat del nom polonès del carrer on la presó està situada, a Ulica Pawia. Després que Polònia recuperés la independència el 1918 va esdevenir la presó principal per als criminals masculins de Varsòvia. Les dones eren empresonades a Gęsiówka, a prop de Pawiak.
Després de la invasió alemanya de Polònia el 1939 va ser una presó alemanya de la Gestapo i posteriorment part del camp de concentració de Varsòvia. Aproximadament 100.000 homes i 20.000 dones van passar per la presó, sobretot membres del Armia Krajowa, presos polítics i civils agafats com a ostatges. Aproximadament 37.000 d'ells van ser executats mentre que 60.000 van ser deportats als camps de concentració alemanys. El nombre exacte de víctimes es desconeix, ja que els arxius no s'han trobat.
El 19 de juliol de 1944, un vigilant ucraïnès que es deia Petrenko i alguns presos van intentar revoltar-se, recolzats per un atac de l'exterior, però l'intent va ser fallit. Petrenko i altres presos de l'intent de motí van acabar suïcidant-se. En represàlies, 380 presos van ser executats l'endemà. Es pense que l'incident va ser escrupolosament planejat per membres de la Gestapo.
El 21 d'agost de 1944 un nombre desconegut de presos que quedaven a la presó van ser afusellats i l'edifici va ser cremat i derruït pels nazis.
L'edifici no va ser reconstruït després de la guerra. El seu lloc ara és ocupat per un mausoleu a la memòria del martiri i del museu de Pawiak que va obrir les portes el 1990.